# Pennahia
Pennahia is een geslacht van straalvinnige vissen uit de familie van ombervissen (Sciaenidae).

## Soorten
- Pennahia argentata (Houttuyn, 1782)
- Pennahia anea (Bloch, 1793)
- Pennahia macrocephalus (Tang, 1937)
- Pennahia ovata Sasaki, 1996
- Pennahia pawak (Lin, 1940)